# Croix de Coste
La Croix de Coste est une montagne de France située dans le massif du Beaufortain, en Savoie.
Culminant à 1 816 mètres d'altitude, elle se situe sur la crête descendant en direction du sud-ouest du signal de Bisanne situé au nord-est. Elle est entourée par les gorges de l'Arly où se trouve le village de Cohennoz au nord-ouest, le signal de Bisanne et au-delà la station de sports d'hiver des Saisies au nord-est, la vallée du Doron où se trouvent les villages de Villard-sur-Doron et Queige au sud et le lac des Saisies juste sous le sommet à l'ouest.

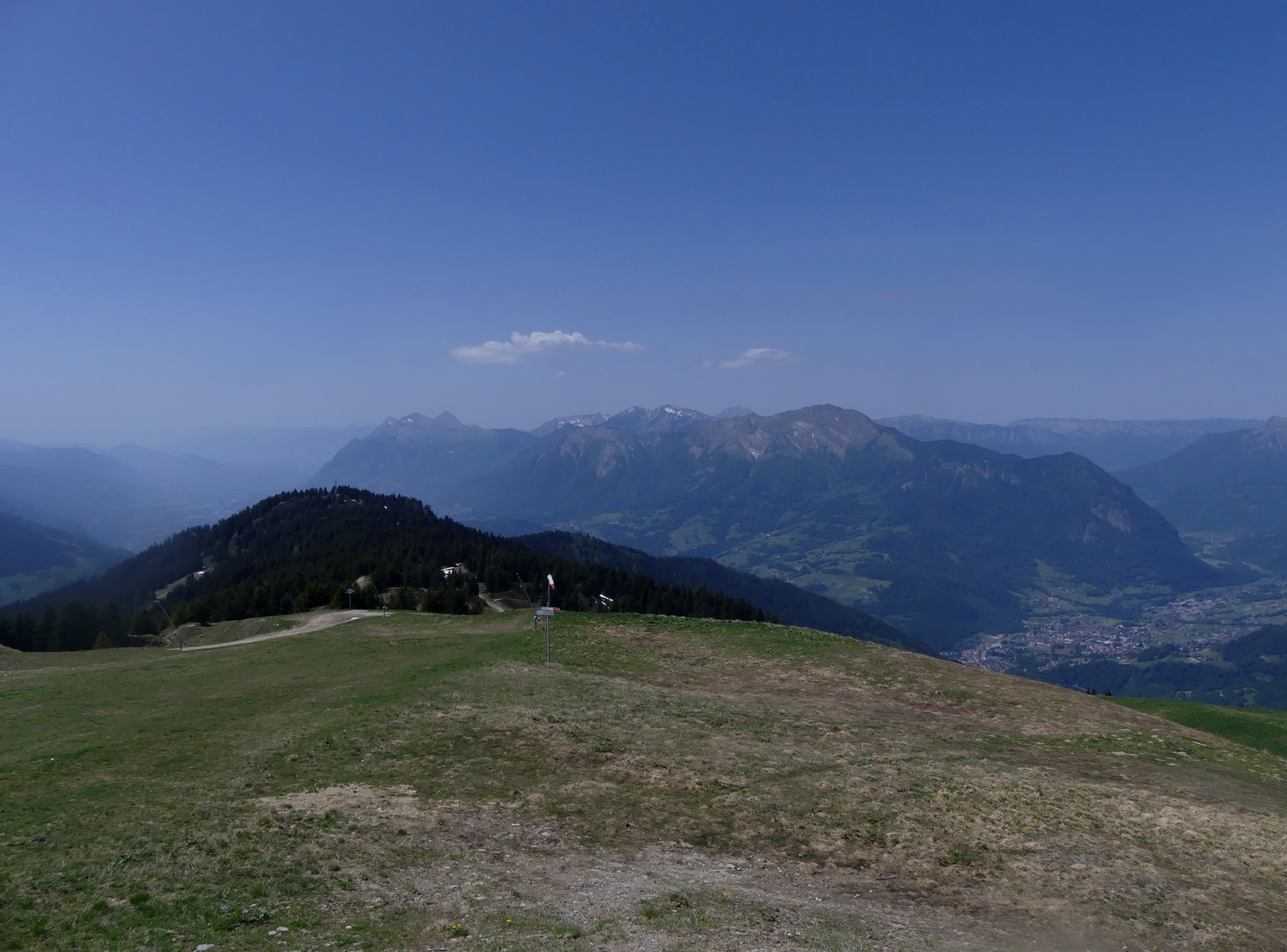
La Croix de Coste avec le massif des Bauges dans le lointain vus depuis le signal de Bisanne au nord-est.

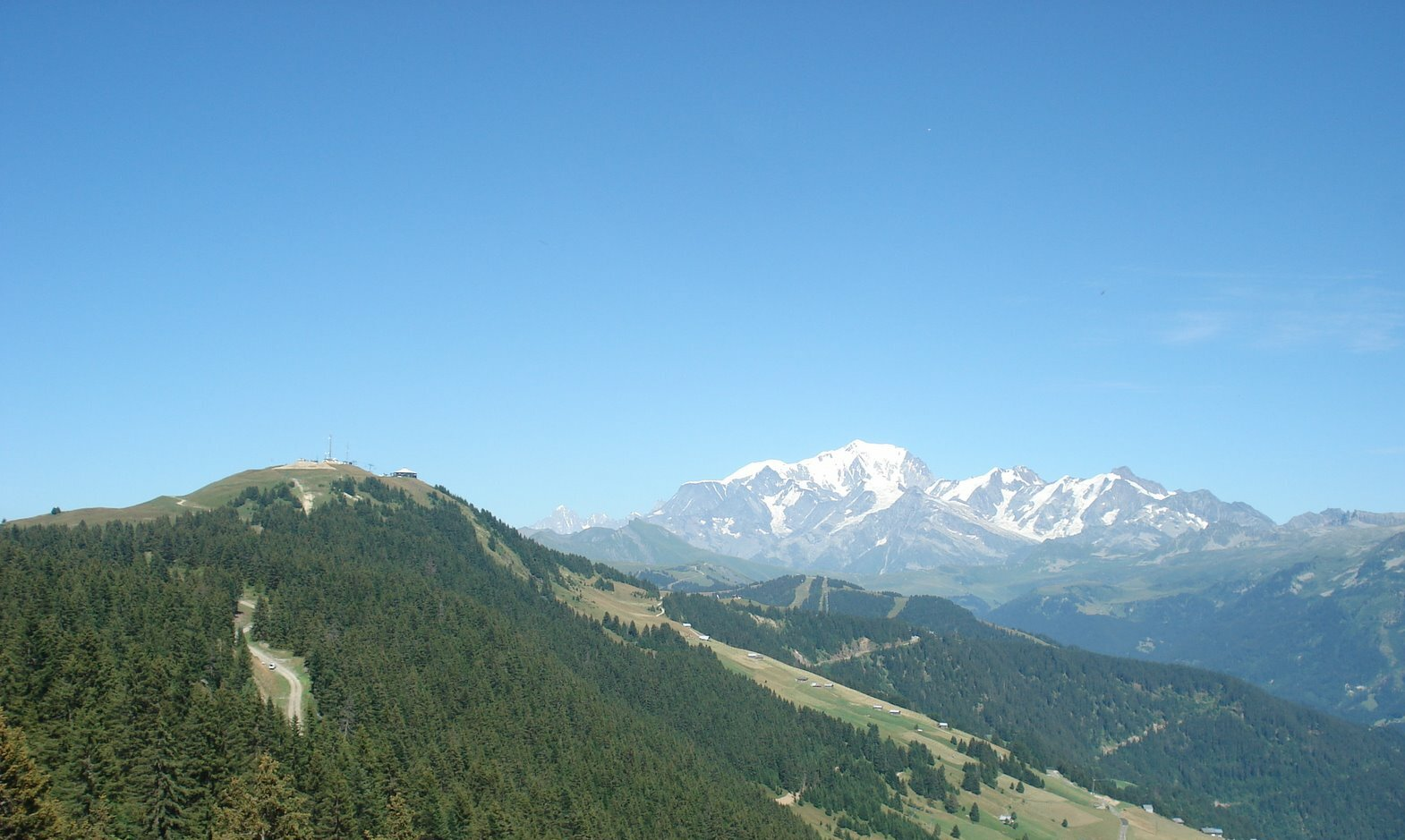
Vue depuis le sommet de la Croix de Coste en direction de l'est du signal de Bisanne (à gauche) avec au loin le massif du Mont-Blanc.